# Crotophaga ani
L'ani beccoliscio (Crotophaga ani Linnaeus, 1758) è un uccello della famiglia Cuculidae.

## Distribuzione e habitat
Questo uccello vive in Nord e Centro America, dagli Stati Uniti fino a Panama, in gran parte dei Caraibi e in quasi tutto il Sudamerica (manca in Cile).

## Tassonomia
Crotophaga ani non ha sottospecie, è monotipico.